# Russellův–Einsteinův manifest

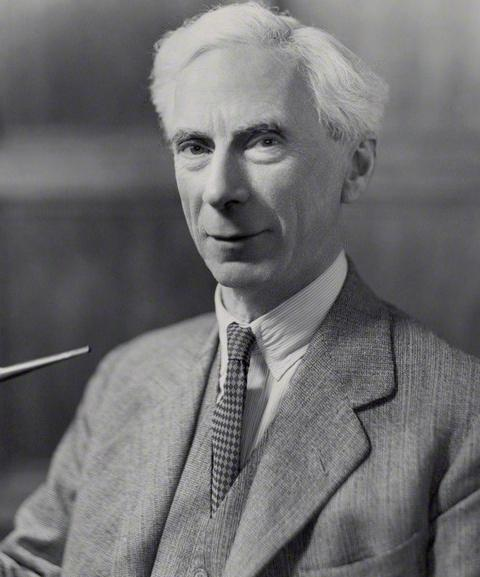
Bertrand Russell – 1936

Russellův–Einsteinův manifest vydal 9. července 1955 britský vědec a filozof Bertrand Russell. Upozorňoval na rizika, které přináší jaderné zbraně a žádal světové vůdce, aby se místo jaderného zbrojení snažili o mírové řešení mezinárodních problémů. K manifestu připojili svůj podpis významní vědci a intelektuálové té doby, včetně Alberta Einsteina krátce před svou smrtí.

## Signatáři manifestu
- Max Born
- Percy W. Bridgman
- Albert Einstein
- Leopold Infeld
- Frédéric Joliot-Curie
- Hermann Joseph Muller
- Linus Pauling
- Cecil F. Powell
- Józef Rotblat
- Bertrand Russell
- Hideki Jukawa